# Mielichhoferia pilifera
Mielichhoferia pilifera är en bladmossart som beskrevs av Edwin Bunting Bartram 1961. Mielichhoferia pilifera ingår i släktet kismossor, och familjen Bryaceae. Inga underarter finns listade i Catalogue of Life.